# Andrea Carboni
Andrea Carboni (Sorgono, 4 febbraio 2001) è un calciatore italiano, difensore del Monza.

## Biografia
È nato a Sorgono, in provincia di Nuoro, ma è originario di Tonara, paese nel quale è cresciuto e ha iniziato a giocare a calcio, in modo molto simile al collega Marco Sau. È inoltre cintura nera di jujitsu, arte marziale che l'ha aiutato nei contrasti difensivi e ad imparare il rispetto per gli avversari.
Ha dichiarato di ispirarsi a Davide Astori, conosciuto poco prima della scomparsa. Ammira anche Radja Nainggolan, Diego Godín e Virgil van Dijk: dei primi due è poi diventato compagno di squadra a Cagliari.

## Caratteristiche tecniche
Difensore centrale, mancino, è capace di giocare al centro e nella corsia di sinistra. È considerato bravo nell’impostazione del gioco e nel creare difficoltà agli attaccanti avversari. Si distingue anche per la forza fisica e l'abilità nel gioco aereo.

## Carriera

### Club

#### Tonara e Cagliari
Dopo aver cominciato a giocare nella squadra del suo paese, a soli dieci anni entra a far parte delle giovanili del Cagliari, dopo essere stato scoperto dall’osservatore Gianfranco Matteoli. Dopo aver trascorso i primi anni nel distaccamento di Palmas Arborea (dove la società rossoblù segue i giovani provenienti dal Nord della Sardegna), si trasferisce nelle formazioni dei campionati nazionali al Centro Sportivo Asseminello, venendo guidato prima da David Suazo (nell'Under-15) e poi da Max Canzi (fino alla Primavera).
Il 2 gennaio 2020 firma il suo primo contratto da professionista, legandosi alla società fino al 2022. In seguito a prestazioni convincenti nel Campionato Primavera, a fine maggio 2020 Carboni e altri sette membri della rosa vengono premiati con l'aggregazione alla prima squadra, allenata da Walter Zenga, in vista della ripresa del campionato di Serie A dopo la sospensione d'emergenza legata alla pandemia di COVID-19. Il 22 giugno dello stesso anno ha quindi esordito nella massima serie nazionale, subentrando negli ultimi minuti della partita in trasferta contro la SPAL, mentre cinque giorni dopo ha giocato la sua prima partita da titolare, in casa contro il Torino, vinta per 4-2. Nonostante il difficile adattamento al ritmo professionistico, che gli costa anche ben due espulsioni a poche settimane di distanza l'una dall'altra (contro Atalanta e Sassuolo), Carboni colleziona in tutto sette presenze in Serie A.
Nella stagione 2020-2021 è inserito in pianta stabile nella rosa della prima squadra. Nella prima parte di campionato con Eusebio Di Francesco scende in campo sei volte, più altre due in Coppa Italia, ma rimane comunque chiuso da compagni di reparto più esperti come Luca Ceppitelli, Ragnar Klavan e Diego Godín. Fallito un passaggio in prestito nel mercato di gennaio, ritorna momentaneamente nella Primavera allenata da Alessandro Agostini. In seguito all'arrivo di Leonardo Semplici sulla panchina dei sardi, recupera progressivamente il posto in squadra, chiudendo la stagione con un totale di 15 presenze in campionato. Nell'aprile del 2021, in seguito ai continui progressi fatti nel corso dell'anno, rinnova il proprio contratto con il Cagliari fino al 2025.

#### Monza e prestito al Venezia
Il 30 giugno 2022, viene ufficializzato il suo passaggio a titolo definitivo al Monza, neopromosso in Serie A, valido dal luglio successivo.
Tuttavia, coi brianzoli il difensore trova poco spazio, ragion per cui, il 31 gennaio 2023, viene ceduto in prestito al Venezia, in Serie B. Il 18 marzo seguente, segna il suo primo gol fra i professionisti, decidendo la sfida di campionato in trasferta contro l'Ascoli (0-1).
A fine prestito fa ritorno ai brianzoli, con cui realizza la sua prima rete in Serie A il 2 marzo 2024 contro la Roma, accorciando le distanze nella pesante sconfitta interna per 1-4.

### Nazionale
Convocato nella nazionale Under-19 da Alberto Bollini, il 13 ottobre 2019 ha esordito con gli Azzurrini, subentrando al 77º minuto di gioco della partita persa 4-0 contro i pari età del Portogallo.
Nell'agosto del 2021 Carboni viene convocato per la prima volta nella nazionale Under-21, guidata da Paolo Nicolato. Debutta il 3 settembre 2021, giocando da titolare nella partita contro i pari età del Lussemburgo, valida per le qualificazioni all'Europeo di categoria del 2023 e vinta per 3-0 dagli Azzurrini.

## Statistiche

### Presenze e reti nei club
Statistiche aggiornate al 24 maggio 2025.
| Stagione        | Squadra         | Campionato      | Campionato | Campionato | Coppe nazionali | Coppe nazionali | Coppe nazionali | Coppe continentali | Coppe continentali | Coppe continentali | Altre coppe | Altre coppe | Altre coppe | Totale | Totale |
| Stagione        | Squadra         | Comp            | Pres       | Reti       | Comp            | Pres            | Reti            | Comp               | Pres               | Reti               | Comp        | Pres        | Reti        | Pres   | Reti   |
| --------------- | --------------- | --------------- | ---------- | ---------- | --------------- | --------------- | --------------- | ------------------ | ------------------ | ------------------ | ----------- | ----------- | ----------- | ------ | ------ |
| 2019-2020       | Cagliari        | A               | 7          | 0          | CI              | -               | -               | -                  | -                  | -                  | -           | -           | -           | 7      | 0      |
| 2020-2021       | Cagliari        | A               | 15         | 0          | CI              | 2               | 0               | -                  | -                  | -                  | -           | -           | -           | 17     | 0      |
| 2021-2022       | Cagliari        | A               | 30         | 0          | CI              | 3               | 0               | -                  | -                  | -                  | -           | -           | -           | 33     | 0      |
| Totale Cagliari | Totale Cagliari | Totale Cagliari | 52         | 0          |                 | 5               | 0               | -                  | -                  |                    | -           | -           |             | 57     | 0      |
| 2022-gen. 2023  | Monza           | A               | 4          | 0          | CI              | 2               | 0               | -                  | -                  | -                  | -           | -           | -           | 6      | 0      |
| gen.-giu. 2023  | Venezia         | B               | 16+1       | 3+0        | CI              | -               | -               | -                  | -                  | -                  | -           | -           | -           | 17     | 3      |
| 2023-2024       | Monza           | A               | 21         | 1          | CI              | 1               | 0               | -                  | -                  | -                  | -           | -           | -           | 22     | 1      |
| 2024-2025       | Monza           | A               | 26         | 0          | CI              | 2               | 0               | -                  | -                  | -                  | -           | -           | -           | 28     | 0      |
| Totale Monza    | Totale Monza    | Totale Monza    | 51         | 1          |                 | 5               | 0               |                    | -                  | -                  |             | -           | -           | 56     | 1      |
| Totale carriera | Totale carriera | Totale carriera | 119+1      | 4          |                 | 10              | 0               |                    | -                  | -                  |             | -           | -           | 130    | 4      |

### Cronologia presenze in nazionale
| Cronologia completa delle presenze e delle reti in nazionale ― Italia under 21 | Cronologia completa delle presenze e delle reti in nazionale ― Italia under 21 | Cronologia completa delle presenze e delle reti in nazionale ― Italia under 21 | Cronologia completa delle presenze e delle reti in nazionale ― Italia under 21 | Cronologia completa delle presenze e delle reti in nazionale ― Italia under 21 | Cronologia completa delle presenze e delle reti in nazionale ― Italia under 21 | Cronologia completa delle presenze e delle reti in nazionale ― Italia under 21 | Cronologia completa delle presenze e delle reti in nazionale ― Italia under 21 |
| Data                                                                           | Città                                                                          | In casa                                                                        | Risultato                                                                      | Ospiti                                                                         | Competizione                                                                   | Reti                                                                           | Note                                                                           |
| ------------------------------------------------------------------------------ | ------------------------------------------------------------------------------ | ------------------------------------------------------------------------------ | ------------------------------------------------------------------------------ | ------------------------------------------------------------------------------ | ------------------------------------------------------------------------------ | ------------------------------------------------------------------------------ | ------------------------------------------------------------------------------ |
| 3-9-2021                                                                       | Empoli                                                                         | Italia under 21                                                                | 3 – 0                                                                          | Lussemburgo under 21                                                           | Qual. Europeo Under-21 2023                                                    | -                                                                              |                                                                                |
| 24-3-2023                                                                      | Bačka Topola                                                                   | Serbia under 21                                                                | 0 – 2                                                                          | Italia under 21                                                                | Amichevole                                                                     | -                                                                              |                                                                                |
| Totale                                                                         |                                                                                | Presenze                                                                       | 1                                                                              |                                                                                | Reti                                                                           | 0                                                                              |                                                                                |

| Cronologia completa delle presenze e delle reti in nazionale ― Italia under 19 | Cronologia completa delle presenze e delle reti in nazionale ― Italia under 19 | Cronologia completa delle presenze e delle reti in nazionale ― Italia under 19 | Cronologia completa delle presenze e delle reti in nazionale ― Italia under 19 | Cronologia completa delle presenze e delle reti in nazionale ― Italia under 19 | Cronologia completa delle presenze e delle reti in nazionale ― Italia under 19 | Cronologia completa delle presenze e delle reti in nazionale ― Italia under 19 | Cronologia completa delle presenze e delle reti in nazionale ― Italia under 19 |
| Data                                                                           | Città                                                                          | In casa                                                                        | Risultato                                                                      | Ospiti                                                                         | Competizione                                                                   | Reti                                                                           | Note                                                                           |
| ------------------------------------------------------------------------------ | ------------------------------------------------------------------------------ | ------------------------------------------------------------------------------ | ------------------------------------------------------------------------------ | ------------------------------------------------------------------------------ | ------------------------------------------------------------------------------ | ------------------------------------------------------------------------------ | ------------------------------------------------------------------------------ |
| 13-10-2019                                                                     | Vaduz                                                                          | Portogallo under 19                                                            | 4 – 0                                                                          | Italia under 19                                                                | Amichevole                                                                     | -                                                                              | 77’                                                                            |
| Totale                                                                         |                                                                                | Presenze                                                                       | 1                                                                              |                                                                                | Reti                                                                           | 0                                                                              |                                                                                |